# Cotoneaster poluninii
Cotoneaster poluninii es una especie de planta del género Cotoneaster, perteneciente a la familia Rosaceae.

## Taxonomía
Cotoneaster poluninii fue descrita por Gerhard Klotz en 1978.

## Distribución
Se encuentra en el territorio de Nepal.